# Unternützenbrugg
Unternützenbrugg (mundartlich: Undərnitsəbruk) ist ein Gemeindeteil der Gemeinde Hergensweiler im bayerisch-schwäbischen Landkreis Lindau (Bodensee).

## Geographie
Der Weiler liegt circa zwei Kilometer nordöstlich des Hauptorts Hergensweiler. Südlich des Orts verläuft die Bundesstraße 12 und durch den Ort die Bahnstrecke Buchloe–Lindau. Westlich von Unternützenbrugg liegt das Naturschutzgebiet Stockenweiler Weiher. Südöstlich fließt die Leiblach, die hier die Grenze zur Gemeinde Opfenbach bildet.

## Ortsname
Der Ortsname setzt sich aus dem mittelhochdeutschen Grundwort brucke für Brücke sowie dem Personennamen Nüeze zusammen und bedeutet somit (Siedlung bei) der Brücke des Nüeze. Der Präfix Unter- dient zur Unterscheidung vom nördlicher gelegenen Obernützenbrugg.

## Geschichte
Unternützenbrugg wurde erstmals urkundlich im Jahr 1480 mit in der vndern Nitzebrugk erwähnt. Im Dreißigjährigen Krieg wurde die Marienkapelle im Ort als Pestkapelle erbaut.

## Baudenkmäler
Siehe: Liste der Baudenkmäler in Unternützenbrugg